# Светско првенство у даљинском пливању 2015.
Светско првенство у даљинском пливању 2015. одржано је од 25. јула до 1. августа 2015. године као део програма Светског првенства у воденим спортовима чији домаћин је био руски град Казањ.
Такмичења у даљинском пливању одржавала се се на реци Казањки (притока Волге), а стартне позиције и монтажне трибине капацитета око 1.500 места постављене су на левој обали реке у подножју Казањског кремља.

## Дисциплине и сатница
Такмичења у даљинском пливању одржавала су се у укупно 7 дисциплина, по три мушке и женске (пливање на 5, 10 и 25 километара) и једна екипна у којој су се такмичили тимови састављени од два пливача и једне пливачице на 5 километара.
Сатница је по локалном времену UTC+3.
| Датум     | Време | Дисциплина        |
| --------- | ----- | ----------------- |
| 25. јул   | 10:00 | 5 км за жене      |
| 25. јул   | 13:00 | 5 км за мушкарце  |
| 27. јул   | 12:00 | 10 км за мушкарце |
| 28. јул   | 12:00 | 10 км за жене     |
| 30. јул   | 12:00 | 5 км екипно       |
| 1. август | 08:00 | 25 км за мушкарце |
| 1. август | 08:15 | 25 км за жене     |

## Освајачи медаља
| Дисциплина      |                                                         | Резултат  |                                                                | Резултат  |                         | Резултат      |
| мушкарци        |                                                         |           |                                                                |           |                         |               |
| 5 км            | Чад Хо (RSA)                                            | 55:17,6   | Роб Муфелс (GER)                                               | 55:17,6   | Матео Фурлан (ITA)      | 55:20,0       |
|                 |                                                         |           |                                                                |           |                         |               |
| 10 км           | Џордан Вилимовски (USA)                                 | 1:49:48,2 | Фери Вертман (NED)                                             | 1:50:00,3 | Спиридон Јаниотис (GRE) | 1:50:00,7     |
|                 |                                                         |           |                                                                |           |                         |               |
| 25 км           | Симоне Руфини (ITA)                                     | 4:53:10,7 | Алекс Мајер (USA)                                              | 4:53:15,1 | Матео Фурлан (ITA)      | 4:54:38,0     |
| жене            |                                                         |           |                                                                |           |                         |               |
| 5 км            | Хејли Андерсон (USA)                                    | 58:48,4   | Калиопи Араузу (GRE)                                           | 58:49,8   | Финија Вунрам (GER)     | 58:51,0       |
|                 |                                                         |           |                                                                |           |                         |               |
| 10 км           | Орели Милер (FRA)                                       | 1:58:04,3 | Шарон ван Рувендал (NED)                                       | 1:58:06,7 | Ана Марсела Куња (BRA)  | 1:58:26,5     |
|                 |                                                         |           |                                                                |           |                         |               |
| 25 км           | Ана Марсела Куња (BRA)                                  | 5:13:47,3 | Ана Олас (HUN)                                                 | 5:14:13,4 | Ангела Маурер (GER)     | 5:15:07,6     |
| екипно мешовито |                                                         |           |                                                                |           |                         |               |
| екипно 5 км     | Немачка · Роб Муфелс · Кристијан Рајхерт · Изабел Херле | 55:14,4   | Бразил · Алан до Кармо · Диого Виларињо · Ана Марсела Куња     | 55:31,2   | Није додељено           | Није додељено |
| екипно 5 км     | Немачка · Роб Муфелс · Кристијан Рајхерт · Изабел Херле | 55:14,4   | Холандија · Маркел Схаутен · Фери Вертман · Шарон ван Рувендал | 55:31,2   | Није додељено           | Није додељено |

## Биланс медаља
| Ранг   | Држава       | Злато | Сребро | Бронза | Укупно |
| ------ | ------------ | ----- | ------ | ------ | ------ |
| 1.     | САД          | 2     | 1      | 0      | 3      |
| 2.     | Немачка      | 1     | 1      | 2      | 4      |
| 3.     | Бразил       | 1     | 1      | 1      | 3      |
| 4.     | Италија      | 1     | 0      | 2      | 3      |
| 5.     | Јужна Африка | 1     | 0      | 0      | 1      |
| 5.     | Француска    | 1     | 0      | 0      | 1      |
| 7.     | Холандија    | 0     | 3      | 0      | 3      |
| 8.     | Грчка        | 0     | 1      | 1      | 2      |
| 9.     | Мађарска     | 0     | 0      | 1      | 1      |
| Укупно | Укупно       | 7     | 8      | 6      | 21     |